# Amazona aestiva xanthopteryx
El loro hablador chaqueño (Amazona aestiva xanthopteryx), también llamado loro hablador argentino o amazona de ala amarilla, es una subespecie de ave psitaciforme de la familia Psittacidae y una de las dos subespecies de Amazona aestiva (loro hablador o amazona frentiazul). Habita en selvas y bosques del norte sur centro y centro-oeste de América del Sur, desde el sudoeste de Brasil, el este y sudeste de Bolivia hasta el centro y oeste de Paraguay y Argentina. 

## Descripción

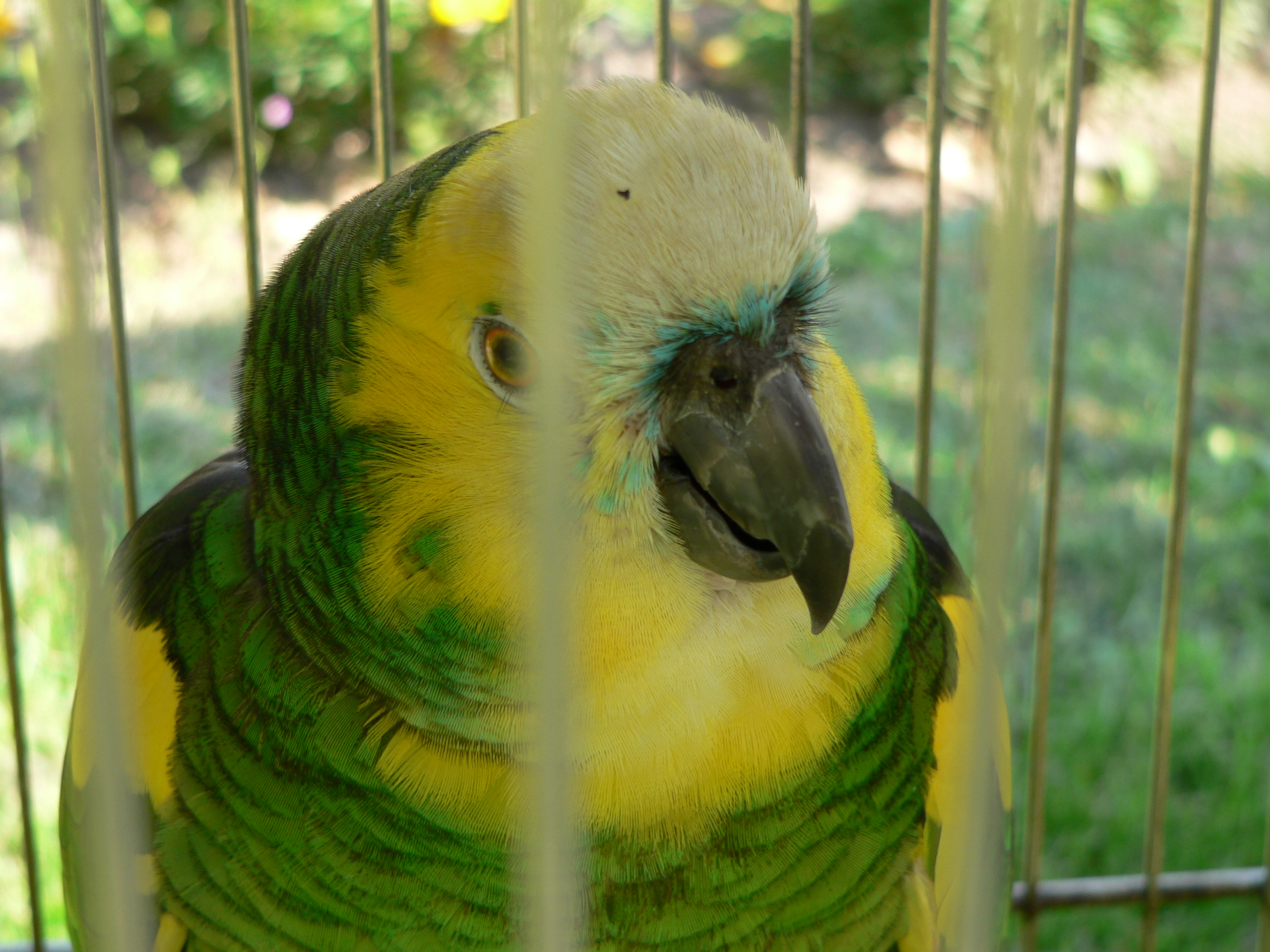
Loro hablador chaqueño.

Son más grandes, o que el pico y la cabeza de ambos es diferente, pero estas distinciones son totalmente subjetivas. Mide de 35 a 37 cm, llegando a pesar entre 350-450 g. Ojos de color naranja. El pico de color negruzco y las patas grises. El plumaje es en general de color verde, frente y bridas azuladas, garganta, mejilla y capirote amarillos. El borde de las alas es rojo o amarillo, con las coberteras alares rojas. 
En los ejemplares jóvenes el color de la cabeza es pálido, y la pupila es de color gris oscuro hasta que alcanzan un año de edad.

### Especiación de ambas subespecies
Partiendo de un único taxón, ambas subespecies habrían evolucionado o por una especiación peripátrica por evento fundador —de aves de las yungas hacia la mata Atlántica o viceversa—, o en un marco en donde la totalidad de los ejemplares de la especie vivían juntos. En este último caso, cambios climáticos habrían aislado a las formaciones arbóreas (el hábitat de la especie) en dos núcleos —uno oriental y otro occidental— y con ello separado en vicarianza en dos grupos a los integrantes de la especie, en sendos refugios glaciales pleistocénicos —teoría de los refugios pleistocénicos— provocados por periodos secos y fríos los que redundaron en una contracción en la distribución de las selvas perennifolias, las cuales se refugiaban en dichos núcleos, en donde aún permanecían las condiciones climáticas que les eran favorables.
Tanto en uno como en otro caso, ambas poblaciones, sometidas a ambientes diferentes y debido a la acumulación de mutaciones y a la selección natural, evolucionaron por caminos diferentes. Esta alopátrica evolución no tuvo el tiempo suficiente para diferenciarse a nivel de especie, por lo que los miembros de las dos subpoblaciones eran aún capaces de cruzarse con éxito entre ellos cuando, posteriormente, nuevos cambios climáticos favorecieron la expansión de la superficie de las forestas, y su regreso al hiato central, lo que se tradujo en movimientos biogeográficos de retorno, y así intergradando ambos taxones. 
Áreas núcleo y áreas de intergradación
- El área núcleo de Amazona aestiva aestiva es la mata Atlántica del este del Brasil.

- El área núcleo de Amazona aestiva xanthopteryx es el distrito fitogeográfico de la Selva Pedemontana de la provincia fitogeográfica de las Yungas y las áreas próximas de los distritos chaqueños Occidental, Árido, y Serrano de la provincia fitogeográfica Chaqueña.

- Una amplia zona de intergradación entre ambos taxones se produce en el distrito Oriental —o Chaco Húmedo— de la provincia fitogeográfica Chaqueña, así como en sectores australes de la del Cerrado. El ser estas poblaciones muy inconstantes en sus caracteres morfológicos, ha impedido una diferenciación sistemática propia, por lo que se los asigna a A. a. xanthopteryx.

## Comportamiento

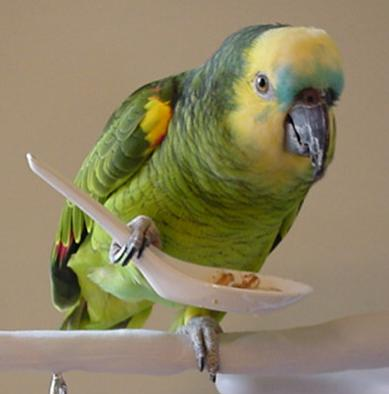
Un loro hablador usando una cuchara para comer.

Al amanecer grandes bandadas de ejemplares de este taxón abandonan los dormideros donde han pasado la noche (generalmente grupos de áltos árboles), y se desplazan en busca de alimento a muchos kilómetros a la redonda, incluso a áreas más abiertas o transformadas. Durante el vuelo en bandada, dentro del grupo, las parejas ya formadas vuelan juntas. Para mantenerse unidos, emiten en coro un potente e insistente reclamo: «kreo, kreo», el cual permite desde muy lejos detectarlo, por lo menos a nivel genérico.

### Alimentación
La dieta de esta subespecie, como otras especies de loros, se compone principalmente de semillas, frutas, y brotes de hojas. 

### Reproducción
Esta subespecie suele criar una vez por temporada, en primavera. Nidifica en huecos de árboles, ya sea agrandando los construidos por otras aves, como también horadándolos ellos mismos, en especial en árboles enfermos o en ramas muertas. La hembra pone de dos a cinco huevos que incubará durante un periodo aproximado de 25 a 28 días. El macho se ocupará de alimentar a la hembra durante el periodo de incubación, y la hembra a los polluelos durante las tres semanas que la hembra pasa dentro del nido con los pollos después de la eclosión. Las crías abandonan el nido a las 8-9 semanas de edad y seguirán siendo alimentados por los progenitores durante algún tiempo más. Alcanzarán la madurez sexual a la edad de 5-6 años.

### Depredadores
Se ha reportado consumo de sus pichones en el propio nido por la boa arcoíris argentina (Epicrates alvarezi). También es cazado por algunas aves rapaces, como los aguiluchos, y otros animales como zorros, pumas, comadrejas y yacarés.

## Distribución

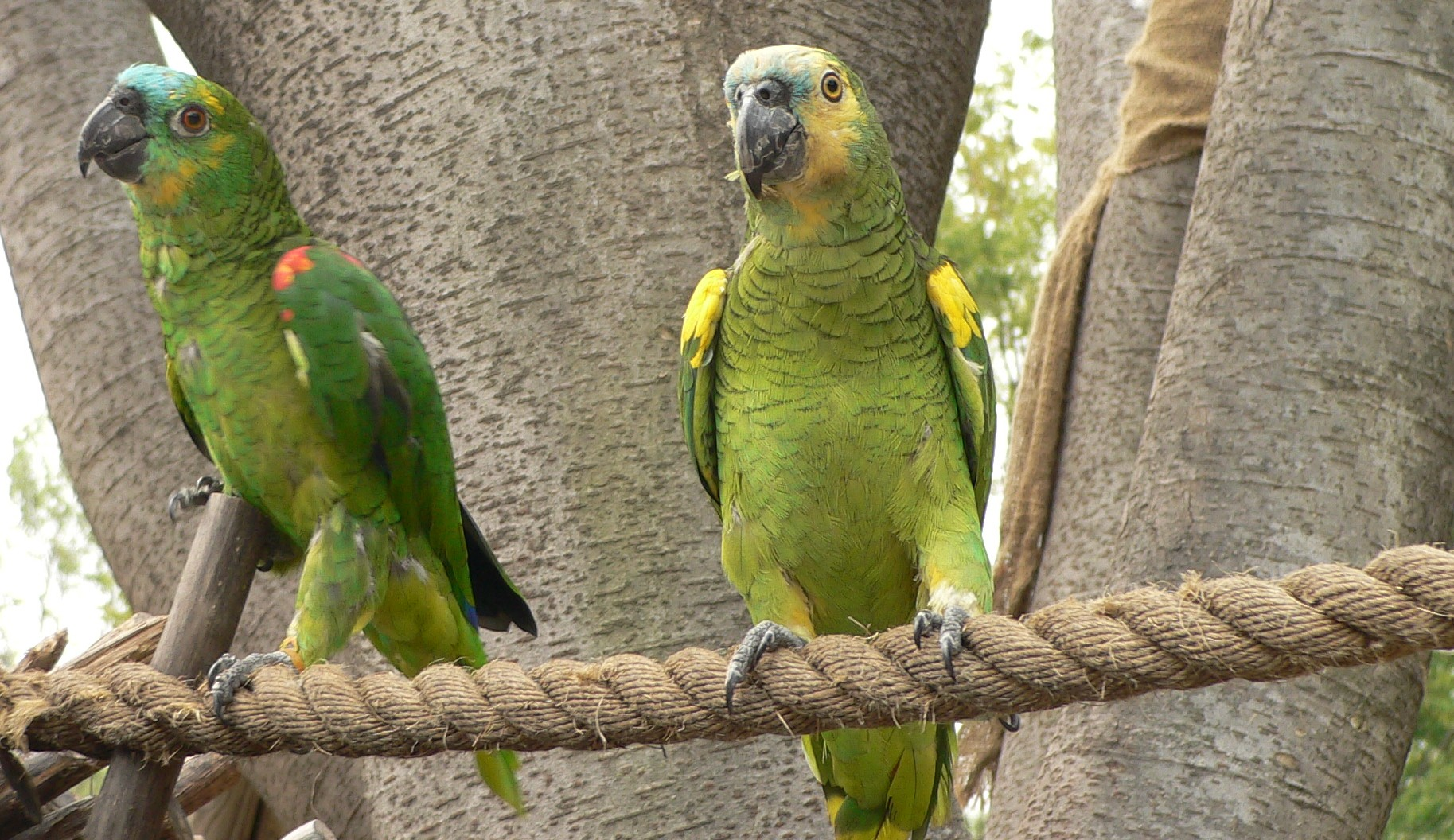
Ambas subespecies juntas en cautividad. A la izquierda: Amazona aestiva aestiva, a la derecha: Amazona aestiva xanthopteryx.

Esta subespecie habita en el sudoeste de Brasil, el este y sudeste de Bolivia, el centro y oeste del Paraguay, y Argentina. En este último país lo hace en las provincias de: Buenos Aires —en el nordeste—, Ciudad Autónoma de Buenos Aires —ambos distritos con poblaciones de origen feral—, este de Catamarca, Chaco, norte de Córdoba, Corrientes, Formosa, este de Jujuy, este de La Rioja, sudoeste de Misiones, centro y este de Salta, Santa Fe, Santiago del Estero, y Tucumán.
Estaría extinto en Entre Ríos, donde posiblemente habitó en su sector norte.

## Hábitat
Esta subespecie habita en variados tipos forestales. En selvas, pueden ser montanas, pedemontanas o en galería, caducifolias o perennifolias, primarias o secundarias, tropicales o subtropicales. también es característica de bosques, los que pueden ser xerófilos —de llanura o serranos—, bosques húmedos, bosques de palmeras, sabanas, etc. 

## Identificación
Esta subespecie se diferencia en que presenta las cobertoras alares (la zona de los hombros) con la mancha de color de mayor extensión, y en esta domina el amarillo (frecuentemente de tonalidad algo más clara), siendo mucho menor el rojo ——incluso puede estar ausente—. El color general es de un verde de tonos algo más claros, con la mancha de color de la cabeza más extendida y coloreada con mucho más amarillo (el que es más claro, y hasta a veces con plumas blancas) y menos con azul (el que es más celeste) —e incluso puede estar ausente—.

## Comportamiento en cautividad
Los ejemplares de esta subespecie son muy buscados para ser ofrecidos en el comercio de mascotas, al ser uno de los mejores loros habladores después de los loros grises, con una voz muy potente y aguda. Tienen una alta capacidad de aprendizaje, sobre todo en individuos jóvenes, pues conforme van creciendo su capacidad de aprendizaje disminuye. En cautiverio, los ejemplares de esta subespecie se reproducen con relativa facilidad. En los hogares son aves muy longevas, pues pueden vivir cerca de medio siglo.
Escapan del cautiverio con suma facilidad —al tener gran detalle en la movilidad de su pico, lengua, y patas— por lo que es frecuente que forme, parejas, grupos, e incluso grandes bandadas en ciudades donde el taxón originalmente no habitaba. En esos casos, y al igual que casi todos los psitácidos, muestran una sorprendente adaptación al nuevo medio, alimentándose de los árboles cultivados en parques y jardines, y reproduciéndose en los mismos.Hay que recalcar que son animales muy inteligentes y pueden ser muy cariñosos con sus dueños.

## Taxonomía
Esta subespecie fue descrita originalmente por Hans von Berlepsch en el año 1896. Su localidad tipo es: «Bueyes, Bolivia».

## Conservación
Esta subespecie está protegida por el convenio CITES, constando en el anexo II (especies que pueden llegar a estar amenazadas por un comercio sin control).
Es una subespecie aún bastante difundida en algunas áreas de su distribución, aunque ha desaparecido o es rara en otras. Sus poblaciones están decreciendo debido al tráfico de mascotas y la tala de árboles e incendios forestales que provocan la pérdida de su hábitat.

### Proyecto Elé
Este taxón sufrió una intensa extracción durante la década de 1980, el objeto de ser comercializado como mascota, lo que obligó a la Argentina a establecer, en 1992, cupo cero para su exportación. En el año 1997 comenzó el desarrollo de un modelo de aprovechamiento sustentable de la especie, denominado «Proyecto Elé», el cual busca ser un instrumento adecuado para la conservación del taxón, de su hábitat, y a la vez sumar beneficios económicos para los pobladores que comparten su ecosistema.
El plan de aprovechamiento permite la cosecha de loros habladores mediante dos métodos, los cuales no comparten ni las regiones, ni la época del año, ni la clase de edad de los ejemplares capturados.
El primer método se realiza en el área del chaco central y occidental en la Argentina, durante diciembre y enero. Unos 700 pobladores rurales criollos y aborígenes colectan pichones de nidos perfectamente individualizados. Como más del 60 % de los colectores apeaban el árbol para extraer los pichones, se los entrenó para aplicar técnicas, mediante arneses y sogas, las que les permiten trepar de manera segura hasta alcanzar los nidos, y de este modo lograr recolectar los pichones sin cortar el árbol, con lo cual no se pierde ni el ejemplar arbóreo ni el nido en él. También se logró que no se retire un pichón de cada nido colectado, con lo cual la especie logra mantener poblaciones sustentables. 
El segundo método se realiza en el pedemonte subandino del noroeste de la Argentina, entre mayo y julio. En este caso, se captura loros habladores voladores, en fincas con plantaciones citrícolas, como una medida para mitigar el daño que ocasionan a las frutas. Sólo se permite atrapar ejemplares que desciendan a comer a los frutales, y únicamente empleando trampas lazo fabricadas artesanalmente. 
Según los datos obtenidos de investigaciones anuales, la Argentina determina un cupo máximo de extracción anual para colecta de pichones y otro para la captura de habladores voladores. Cada loro colectado cumpliendo las normativas del proyecto es numerado mediante un anillo, y se lo exporta junto a un folleto que certifica su origen legal. 
Los campesinos reciben el 600 % más de dinero por cada pichón entregado, con lo cual, muchas familias pudieron comprar las tierras donde vivían. Con lo aportado por los exportadores se logró generar un "Fondo para la Conservación del Loro Hablador", el cual ha logrado la sustentabilidad económica del sistema. Con él, además, se financió la implementación de 3 reservas naturales que conservan intacto el hábitat de éste loro, las que el mismo proyecto logró gestionar para su creación. También se financiaron proyectos de investigación sobre la especie.
Las reservas creadas específicamente para proteger su hábitat son:
- El parque natural provincial Loro Hablador, de 30 000 ha de bosque chaqueño, situado a 35 km al sur de Fuerte Esperanza, provincia del Chaco.
- La reserva Pintascayo, de 13 000 ha con bosque de transición, situada a 20 km de la localidad de Aguas Blancas, provincia de Salta.
- La reserva Las Lancitas, de 10 000 ha con bosque de transición, y cercana al paraje Villamonte, en el departamento de Santa Bárbara, provincia de Jujuy.